# Versoix
Versoix – szwajcarskie miasto i gmina (fr. commune; niem. Gemeinde) w kantonie Genewa. Leży nad Jeziorem Genewskim. W mieście znajduje się fabryka czekolady Chocolats et Cacaos Favarger.

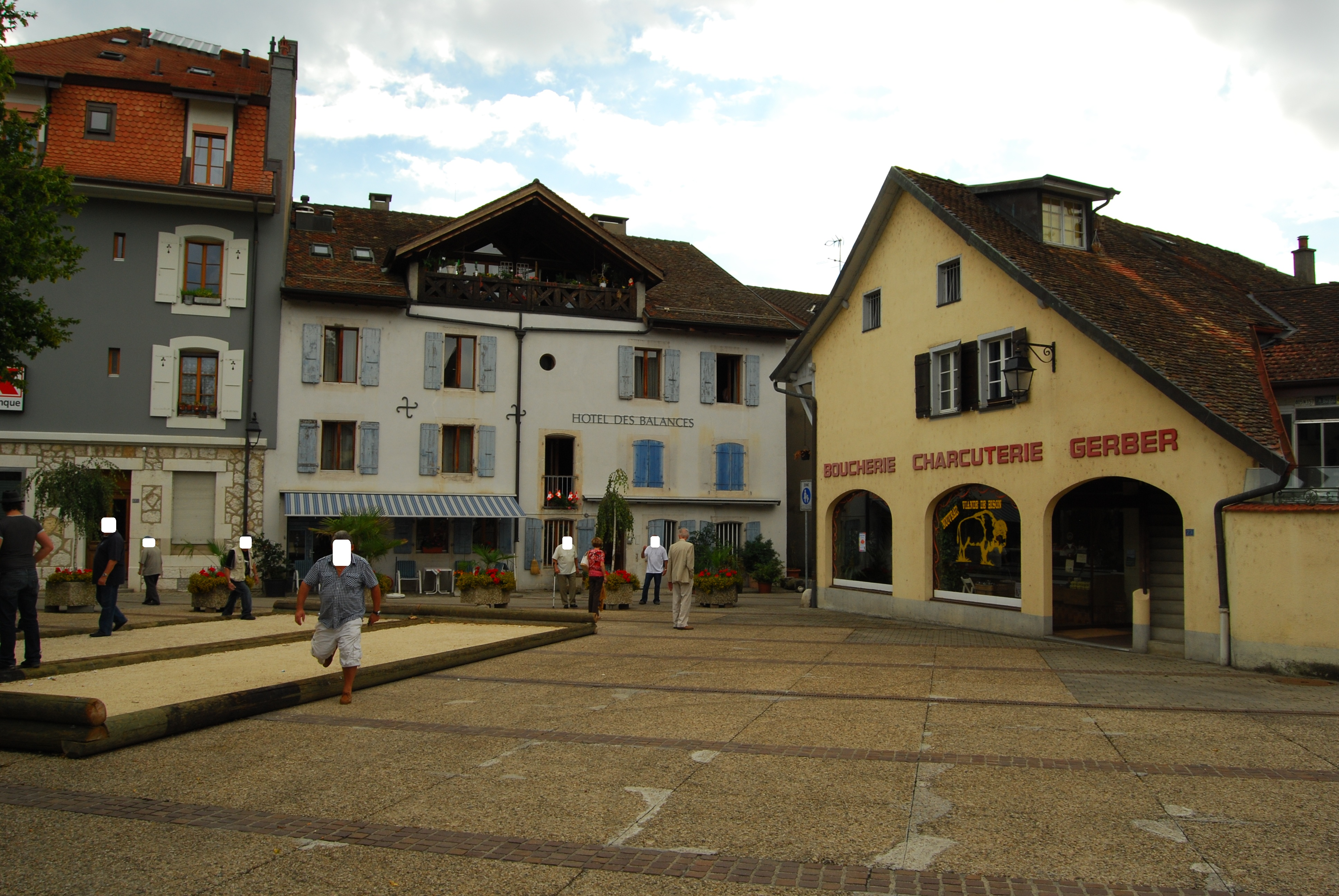
Versoix

## Demografia
W Versoix mieszka 13 281 osób. W 2020 roku 42,1% populacji gminy stanowiły osoby urodzone poza Szwajcarią.

## Transport
Przez teren miasta przebiegają autostrada A1 oraz droga główna nr 1, a także ważna linia kolejowa łącząca Genewę z Lozanną.

## Osoby związane z miastem
- Ignacy Mościcki, zmarł tutaj 2 października 1946
- W trakcie wygnania mieszkał tu król Rumuński - Michał I z rodziną[2]